# インディラ・ガンディー・アリーナ
インディラ・ガンディー・アリーナは、インドのデリーにある収容人数25000席のアリーナ。インド最大のアリーナである。

## 概要
1982年のアジア競技大会を契機に建設。アリーナ名のインディラ・ガンディーはインド初の女性首相である。
2010年コモンウェルスゲームズに向けた大規模な改修工事が実施された。同大会では自転車競技のトラックレースが行なわれた。